# Temporada 1872-1873 del Liceu

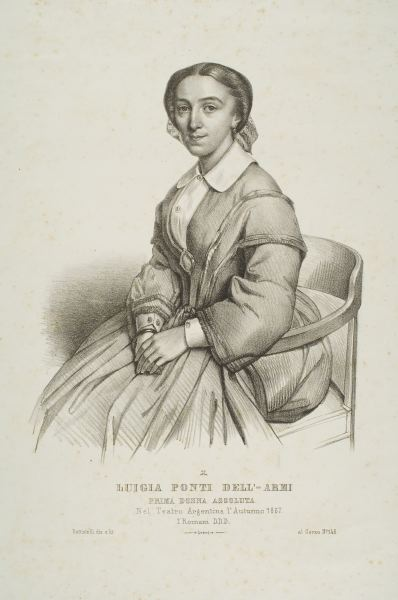
Luigia Ponti Dell'Armi

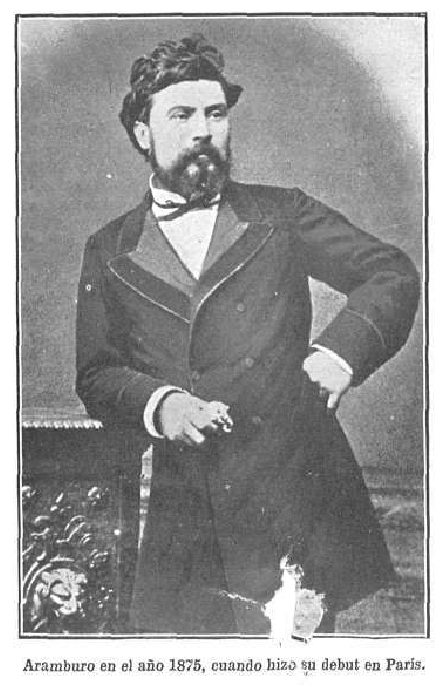
Antonio Aramburo

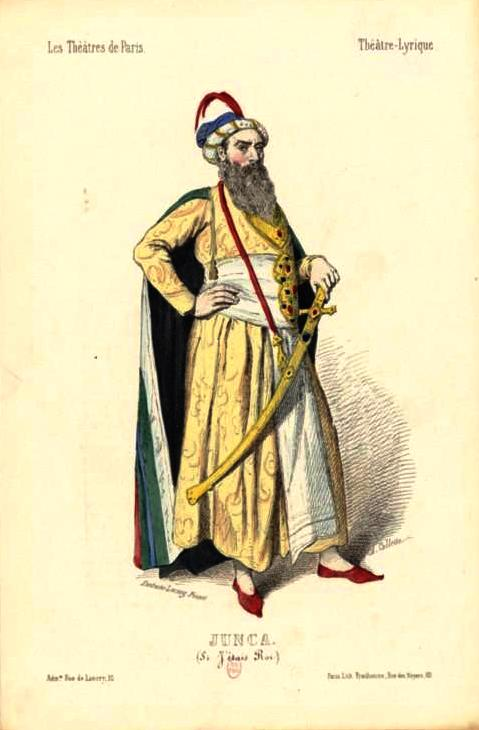
Marcel Junca a Si j'étais roi

La temporada 1872-1873 es presenta un altre tenor famós, Antonio Aramburo, que és un dels cantants més antics que arribaren a l'època fonogràfica. També va comptar amb la presència de la jove soprano Elvira Brambilla, que va tenir grans èxits al Liceu.
També s'estrenava La forza del destino, tot i que es tractava de la versió revisada, l'obra interessà ben poc segons assenyala el crític Fargas i Soler al Diario de Barcelona: «No pasó de mediano el éxito que tuvo la nueva ópera de Verdi, pues si bien fueron aplaudidas algunas piezas, otras pasaronen medio de un silencio general, y no es extraño porque las hay que son sobrado pesadas.»
El temporada va obrir les portes del 26 d'octubre amb els següents cantants:
- Les germanes Carolina Ferni i Teresina Ferni, primas donnas, soprano i mezzosoprano, respectivament que ja van actuar la temporada anterior.
- Luigia Ponti Dell'Armi, prima donna soprano, de veu extensa, vibrant i expansiva, que cantà amb seguretat, execució neta i àgil, i enteresa, i malgrat la seva llarga carrera, perquè vint anys abans havia cantat al teatre de la Santa Creu d'aquesta ciutat. Aquesta cantatriu donà bastant expressió al cant, de manera que va sostenir bé i sense flaquejar quants papers se li van confiar, i fins va sortir molt airosa d'alguns d'ells.
- Marieta Bozzetti, prima donna de gènere lleuger, de veu de soprano poc agradable, que com que no va tenir qualitats artístiques recomanables, va cantar en molt poques representacions, i l'empresa va rescindir el contracte amb ella.
- Carlo Vicentelli, primer tenor ja conegut del públic per haver cantat al Teatre Novedades l'estiu de 1812.
- Bartolomé Genevoix, primer tenor, de veu ben timbrada, que cantà amb colorit, expressió i bon fraseig, però que va fer les cadències amb incorrecció i no se subjecta al compàs. Aquest artista va prendre part en poques representacions.
- Antonio Aramburo, un altre primer tenor que va cantar també en el mateix coliseu en la primavera de 1872 i, per tant, que eren ja conegudes del públic les seves qualitats favorables unes i desfavorables altres.
- Leone Giraldoni, primer baríton que també havia format part de la companyia que va funcionar a la primavera del 1872
- Gaetano Toledo, baríton de veu plena i vibrant, encara que una mica ingrata i que no passà d'una mitjania com a cantant dramàtic.
- Sebastiano Ronconi, primer bufo i baix caricato, que així mateix ja havia cantat al Liceu a la primavera de 1872.
- Marcel Junca, primer baix de veu bastant plena i més sonora del que podia esperar-se d'un artista que comptava una llarga carrera en el cant dramàtic. Va donar a conèixer intel·ligència i seguretat poc comú, un estil correcte i sever, i va saber caracteritzar amb propietat els personatges que va representar. Va prendre part en tres òperes.
- Elvira Brambilla, prima donna soprano sfogato de veu extensa, fresca, de prou volum, sonora i expansiva a les cordes agudes, d'emissió espontània i d'execució àgil. El seu estil fou correcte i de bona escola, i va imprimir expressió i sentiment al cant. Aquesta artista, que va debutar a principis de març, que estava en l'aurora de la seva carrera i tenia un gran futur en la del cant dramàtic, va conquistar les generals simpaties del públic per les seves bones dots artístiques i per la seva laboriositat, de manera que va obtenir repetits triomfs en totes les representacions en què va prendre part.
- Vincenzo Quintilli-Leoni, primer baríton que havia cantat en el mateix coliseu tres anys abans, amb recomanables qualitats de veu sonora i robusta i d'un estil acurat, de bon gust i expressiu ben conegut. No obstant això, se'l va veure amb algun desmillorament a l'enteresa de la seva veu, que va emetre amb poca espontaneïtat en els punts aguts, flaquejant una mica.
- Corrado Miraglia, primer tenor de veu agradable però poc espontània, que frasejava bé, bé que cantava amb poca desimboltura, a causa sens dubte del deteriorament del seu òrgan vocal, ocasionat per l'ús en la seva llarga carrera artística. Aquest artista només va cantar en tres o quatre funcions.
- Vander, primer baríton que havia cantat l'any anterior la sarsuela al mateix teatre. La seva veu era bastant robusta, cantava discretament i sense por, encara que emetia amb alguna afectació en els punts i notes finals de les frases. Aquest artista espanyol va ser molt aplaudit en el paper de Fígaro del Barbiere.
- Dos tenors, Mazatto i Settimio Malvezzi, van cantar només dues nits al Barbiere el primer, i al Trovatore i Lucia el segon: tots dos van fer fiasco; Malvezzi, sobrat veterà ja en el cant dramàtic, ja amb les seves facultats molt menyscabades, i Mazatto per no tenir del tot les qualitats que se li recomanen. A més, van formar part de la companyia d'òpera el primer baix Agustí Rodas i les comprimarias, Trinitat Mestres i Wander-Beck.

| Temporada 1872-1873 del Liceu |                      |                  |                   | |           |                                                           |
| Òpera                         | Compositor           | Director musical | Director d'escena | Papers principals | Producció | Dates                                                     |
| Lucia di Lammermoor           | Gaetano Donizetti    |                  |                   | |           |                                                           |
| Un ballo in maschera          | Giuseppe Verdi       | Nicola Bassi     |                   | Carlo Vincentelli, Leone Giraldoni, Luigia Ponti Dall'Armi, Teresina Ferni, Matilde Bona (26 octubre), Marietta Bozzetti (la resta), Agustí Rodas, Francesc Viñals |           | 26, 27 octubre / 1 novembre / 11 desembre                 |
| Il giuramento                 | Saverio Mercadante   |                  |                   | |           |                                                           |
| Ruy Blas                      | Filippo Marchetti    |                  |                   | |           | 9 de novembre                                             |
| La favorita                   | Gaetano Donizetti    | Nicola Bassi     |                   | Carolina Ferni, Carlo Vicentelli (novembre), Antonio Aramburo (desembre), Leone Giraldoni, Agustí Rodas, Josep Gómez (novembre), Antoni Majjà (desembre), Trinitat Mestres |           | 16, 17, 28 novembre / 15, 17, 19, 23 desembre             |
| Linda di Chamounix            | Gaetano Donizetti    |                  |                   | |           |                                                           |
| Aroldo                        | Giuseppe Verdi       |                  |                   | |           | 4 de desembre                                             |
| La forza del destino          | Giuseppe Verdi       | Nicola Bassi     |                   | Agustí Rodas, Luigia Ponti Dell'Armi, Gaetano Toledo, Carlo Vincentelli, Teresina Ferni, Marcel Juncà, Sebastiano Ronconi |           | 21 de desembre                                            |
| Saffo                         | Giovanni Pacini      |                  |                   | |           |                                                           |
| La sonnambula                 | Vincenzo Bellini     |                  |                   | |           |                                                           |
| Il trovatore                  | Giuseppe Verdi       | Nicola Bassi     |                   | Leone Giraldoni (gener) / Vincenzo Quintili-Leone (maig), Carolina Ferni (gener) / Angelica Moro (maig), Teresina Ferni (gener) / Filomena Llanes (maig), Antonio Aramburo (gener) / Settimio Malvezzi (maig), Agustí Rodas (gener) / Pietro Milesi (maig), Trinitat Mestres, Ignasi Costa (gener) / Josep Gómez (maig), Juli Faix |           | 5, 9 gener / 14 maig                                      |
| Ernani                        | Giuseppe Verdi       |                  |                   | |           |                                                           |
| Maria di Rohan                | Gaetano Donizetti    |                  |                   | |           |                                                           |
| Macbeth                       | Giuseppe Verdi       |                  |                   | |           |                                                           |
| Don Carlo                     | Giuseppe Verdi       |                  |                   | |           |                                                           |
| La traviata                   | Giuseppe Verdi       | Nicola Bassi     |                   | Luigia Ponti Dall'Armi, Massato, Gaetano Toledo |           |                                                           |
| I puritani                    | Vincenzo Bellini     | Nicola Bassi     |                   | Francesc Viñals, Agustí Rodas, Carlo Vincentelli, Gaetano Toledo (març i 3’abril), Enrique Vanden-Bech (13, 17 abril; maig), José Gómez, Trinitat Mestres, Teresina Brambilla |           | 2, 11, 12, 16, 19, 30 març / 3, 13, 17 abril / 6, 15 maig |
| Rigoletto                     | Giuseppe Verdi       | Nicola Bassi     |                   | Corrado Miraglia, Vincenzo Quintili-Leoni, Teresina Brambilla, Agustí Rodas, Filomena Llanes, Filomena Puigsegú, Francesc Viñals |           | 20, 22, 26 abril i 1 maig                                 |
| Il Barbiere di Siviglia       | Gioachino Rossini    | Nicola Bassi     |                   | Massato, Sebastiano Ronconi, Teresina Ferni, Enrique Vanden-Bech, Agustí Rodas, Josep Gómez, Trinitat Mestres, Francesc Viñals |           |                                                           |
| Faust                         | Charles Gounod       |                  |                   | |           |                                                           |
| Martha                        | Friedrich von Flotow |                  |                   | |           |                                                           |
| Nabucco                       | Giuseppe Verdi       |                  |                   | |           |                                                           |